# Helen Dettweiler
Helen Dettweiler, née le 5 décembre 1914 à Washington (États-Unis) et morte le 13 novembre 1990 à Palm Springs (États-Unis), est une golfeuse professionnelle et présentatrice sportive de télévision américaine.
Pratiquant le golf dès son plus jeune âge, Helen Dettweiler devient dans les années 1930 l'une des meilleures golfeuses des États-Unis remportant notamment le Western Open en 1939, et devient parallèlement commentatrice sportice pour le baseball.
Engagée dans l'United States Army Air Forces durant la Seconde Guerre mondiale, elle intègre le Women Airforce Service Pilots (WASP), pilote des Boeings B-17 Flying Fortress et devient l'assistante de Jacqueline Cochran.
Elle se réinvestit dans le golf tout en écrivant un livre sur l'histoire sur le WASP. Dans le golf, elle forme de nombreuses golfeuses à la fin des années 1940 et intègre en 1950 le circuit LPGA dès sa création en tant que fondatrice où elle y est l'une des meilleures golfeuses du circuit dans les années 1950

## Palmarès

### Victoires professionnelles
| N° | Date | Circuit principal | Tournoi      | Score      | Par | Marge | Finaliste   |
| -- | ---- | ----------------- | ------------ | ---------- | --- | ----- | ----------- |
|    | 1939 | -                 | Western Open | match play |     | 4 & 3 | Bea Barrett |